# Elías Benetó Ferrús
Elías Benetó Ferrús (Villanueva de Castellón, Valencia, 1913 - Alcira, Valencia, 29 de abril de 1940) fue un revolucionario comunista de las JSU, miembro de los servicios de inteligencia del SIM como policía política del PCE, y comisario de guerra de la 32.ª Brigada Mixta, asesinado por el franquismo en 1940.

## Biografía
Nacido en 1913 como segundo de seis hijos en una familia de labradores y jornaleros de Villanueva de Castellón, Elías era hermano del dirigente comunista Eduardo Benetó, máximo responsable de la Checa de Villanueva de Castellón, del alcalde socialista José Benetó, así como de otros históricos militantes socialistas y comunistas, más tarde salvajemente represaliados por el franquismo hasta la práctica desaparición de la familia.

### Guerra civil española
Antes del estallido de la guerra civil española Elías se encontraba militando en el comité local de la Unión de Juventudes Comunistas de España de Villanueva de Castellón. Tras el proceso de unificación pasa a militar con su hermano Eduardo Benetó Ferrús en las JSU, con quien trabajó desde el "Comité de Salud Pública", nombre en clave de células revolucionarias vinculadas a la Checa, en funciones de policía política que el Partido Comunista de España desempeñaba, de forma muchas veces encubierta, dentro del Servicio de Información Militar.
Tras el papel de inteligencia por la limitación de «elementos desestabilizadores», ingresó en el aparato del PCE, que en ese momento formaba parte del Gobierno, el presidente de la República, Juan Negrín, vía Consejo de Ministros, designó a Elías Benetó como comisario político en la 32.ª Brigada Mixta.

### Encarcelamiento y ejecución
Terminada la guerra y ante la inminente llegada de las tropas franquistas, Elías entregó pistolas a sus hermanos y marchó con destino a Francia, pero fue detenido y apresado en Alberique, y trasladado a la Prisión Comarcal de Alcira, donde organizó un complot armado con fusiles y granadas de mano, coordinado con el exterior de la prisión, que fue sofocado en la puerta principal con una ametralladora, y por el cual fue fusilado en la tapia del cementerio de Alcira el 29 de abril de 1940. Actualmente su cuerpo se encuentra en la Escuela de Medicina Legal y Forense de la UCM, en proceso de identificación con ADN de su sobrino-nieto, el reportero militante Carlos Benetó Clérigues, después de la apertura en junio de 2023 de la fosa común en la que se encontraba junto a otros 200 represaliados.